# Medaille met de Heilige Kroon
De Medaille met de Heilige Kroon is een Hongaarse onderscheiding uit de eerste helft van de 20e eeuw.

## Geschiedenis
De Oostenrijks-Hongaarse onderscheiding Signum Laudis bleef onder een andere naam en in een andere vorm in Hongarije voortbestaan. In 1921 maakte de Hongaarse regent Miklós Horthy bekend dat ook Hongarije een Signum Laudis (Hongaars: Katonai Érdemkereszt) zou verlenen. Er kwamen na 14 juni 1922 twee uitvoeringen van deze medaille.
- "Signum Laudis voor "volkomen erkenning" aan een groen lint.
- "Signum Laudis voor "volkomen en bijzondere erkenning" aan een groen lint met rood-witte bies.

Tijdens de Tweede Wereldoorlog volgde nog een Signum Laudis aan een rood oorlogslint met groen-witte bies en met zwaarden op het lint. De medailles werden in brons en in zilver toegekend.
De eerste medaille was voor burgers, de tweede voor militairen.
Voor "persoonlijke moed" werd de onderscheiding aan een lint met vier rode en vier witte strepen, alle strepen zijn even breed, toegekend. De medaille heette van 1921 tot 1929 "Zilveren Medaille voor Moedige Daden" en na 1929 "Medaille voor met persoonlijke moed volbrachte daden". De onderscheiding werd tachtigmaal aan dit lint toegekend.
De medaille werd ook tijdens de Tweede Wereldoorlog aan de aan Duitse zijde vechtende Hongaarse officieren toegekend. Het patriarchaal kruis uit het oude Hongaarse wapen verving het portret van de Oostenrijkse keizer en ook het randschrift werd vervangen. Men koos voor een lauwerkrans in plaats van een tekst. Boven de medaille verbond een niet al te gedetailleerd weergegeven Stefanskroon de onderscheiding met het lint. Op de achterzijde staan de woorden "SIGNUM LAUDIS".
De medaille werd omgedoopt tot Medaille met de Heilige Kroon. Hongarije kende ook een Orde van Verdienste die in het Hongaars "Magyar Érdemrend, Signum Laudis polgári" heette. Het renomé van de oude keizerlijke onderscheiding was zo groot dat men de medaille in Hongarije in de wandeling "Signum Laudis" bleef noemen.
De regent stelde ook een "groot Signum Laudis" in. Deze medaille werd niet zoals dat in het Keizerrijk was voorgeschreven, op de linkerborst gedragen maar werd aan een rood lint met een witte rand om de hals gedragen. Het kleinood was schitterend uitgevoerd met een zeer gedetailleerde gouden Stefanskroon met afhangende infulae en groen geëmailleerde bladeren in de lauwerkrans. Er werden militaire exemplaren "met de zwaarden" verleend waarbij twee gekruiste zwaarden onder de kroon werden bevestigd. Het gouden patriarchaal kruis uit het oude Hongaarse wapen werd op een zwart gemaakte achtergrond geplaatst. Op de achterzijde staan de woorden "SIGNUM LAUDIS".
Op 14 februari 1945 werden de statuten herzien en werd een derde graad, het "Gouden Signum Laudis" ingesteld. Men behoefde niet eerst in een lagere graad te zijn benoemd om een zilveren of gouden medaille te kunnen ontvangen maar van verlening is niets meer gekomen. In april 1945 werd Hongarije door de Russen bezet. De in 1946 uitgeroepen republiek en ook de volksrepubliek hebben het Signum Laudis niet verleend.